# Medvěd pizzly
Medvěd pizzly je vzácně se vyskytující kříženec grizzlyho a ledního (polárního) medvěda. Jeho označení vzniklo spojením slov polar a grizzly. Vznik tohoto mezidruhového křížence souvisí s globálním oteplováním.
Grizzly a polární medvěd jsou blízcí příbuzní, jejich společný předek žil ještě před 250 tisíci lety. Kříženci obou druhů zůstávají plodní.

## Výskyt v divoké přírodě
První potvrzený exemplář pizzlyho v divoké přírodě byl zastřelen 16. dubna 2006 na Banksově ostrově v Kanadském arktickém souostroví. Zvíře sice mělo hustou bílou srst ledního medvěda, ale zároveň hnědé skvrny, hrb na zádech a dlouhé drápy, typické pro grizzlyho. Případ tehdy vzbudil značnou pozornost médií i kanadských úřadů, protože lovec měl povolení k ulovení pouze ledního medvěda a v případě zastřelení grizzlyho mu hrozila vysoká pokuta. DNA testy potvrdily hypotézu, že jde o křížence – matkou uloveného zvířete byla polární medvědice, otcem medvěd grizzly.

## V zajetí

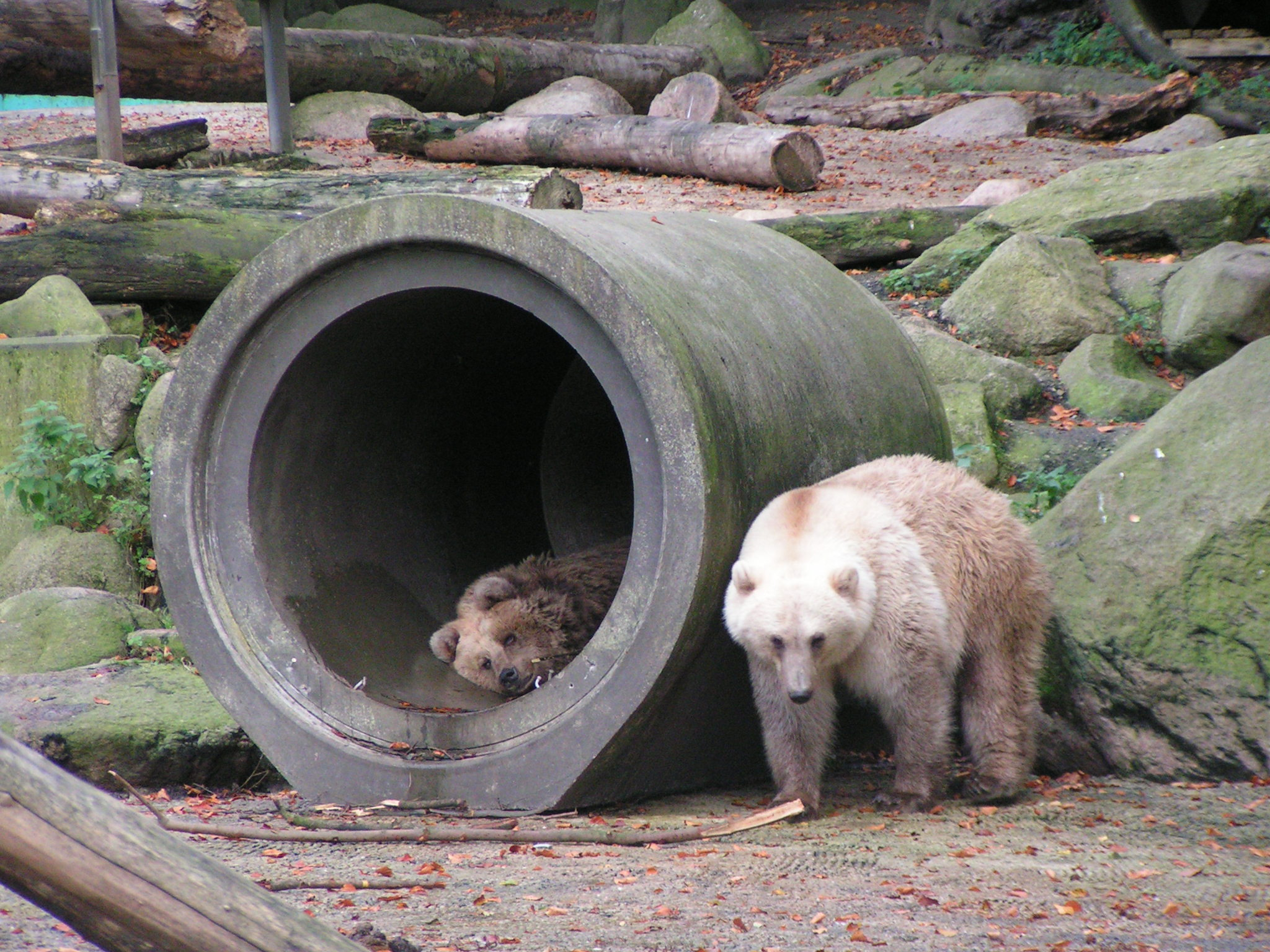
Dvouletí kříženci v ZOO Osnabrück (2006)

Nízký počet kříženců existuje také v zoologických zahradách, kde byly oba druhy medvědů chovány společně, např. v Česku, Izraeli, Rusku, Španělsku, Polsku nebo Německu. V roce 2004 se tak narodila dvě mláďata, nesoucí znaky obou druhů, hnědé medvědici ze zoo v Osnabrücku.

## Pojmenování
Pojmenování pizzly není jediné, kterým je kříženec označován. V angličtině bývá nazýván také grolar bear nebo polizzly. V Kanadě se objevuje také jméno nanulak, vzniklé spojením slov nanuk a ablak, což jsou inuitské výrazy pro ledního medvěda a grizzlyho.